# Добрава (Лепосавић)
Добрава је насеље у општини Лепосавић на Косову и Метохији. Површина катастарске општине Добрава где је атар насеља износи 348 ha. Припада месној заједници Сочаница. Село се налази 5 km јужно од Лепосавића, са десне стране Добравске реке десне притоке Ибра. По положају село припада долинском типу насеља. Ово насеље подељено је на две привредне зоне: земљорадничке испод села (њиве и окућнице) и сточарске с ливадама, пашњацима и шумом повише села. Просечна надморска висина села је 529 м.  По географском положају кућа и њиховој удаљеност село би могло да се подели на горњи и доњи део. Горњи североисточни део налази се у данашњем Добравском пољу, а доњи око магистралног пута Косовска Митровица – Рашка и у саобраћајном погледу има одличан географски положај. Тај део села назван је Језеро. Село је старијег постанка. 
Данас село Добрава поред пољопривредне функције врши и угоститељску-туристичку функцију (мотел «Рибњак). Мотел «Рибњак» отворен је 1997. године и има 25 лежаја. Свака соба има купатило, телефон, телевизор, а хигијена је оно што ствара диваносећај за одмор. На располагању су базени за купање и пратећи спортски објекти. Осим угоститељско-туристичке функције Мотел «Рибњак» врши и производну функцију. Укупан капацитет рибњака је око 10тона конзумне пастрмке.

## Демографија
- попис становништва 1948: 129
- попис становништва 1953: 150
- попис становништва 1961: 192
- попис становништва 1971: 178
- попис становништва 1981: 189
- попис становништва 1991: 218

У селу 2004. године живи 226 становника. Данашње становништво чине родови: Бојовићи, Бошковићи, Вукићевићи, Ћуковићи- Виријевићи. Досељеници: Радомировићи, Николићи, Бановићи, Несторовићи, Илићи, Вукомановићи.